# Endocoelus contractus
Endocoelus contractus is een keversoort uit de familie zwamkevers (Endomychidae). De wetenschappelijke naam van de soort werd in 1896 gepubliceerd door Henry Stephen Gorham.